# Amerykański Uniwersytet w Dubaju
Amerykański Uniwersytet w Dubaju (arab. ‏الجامعة الأمريكية في دبي‎) – prywatny uniwersytet znajdujący się w Dubaju, powołany do życia w 1995 roku. W 2001 roku uczelnia ta rozpoczęła współpracę z Georgia Institute of Technology.